# Раджа Шеркауи Эль Мурсли
Раджа Шеркауи Эль Мурсли (араб. رجاء الشرقاوي المرسلي‎; род. 12 мая 1954, Сале) — марокканский профессор ядерной физики на факультете естественных наук Университета Мохаммеда V в Рабате.
Она получила награду Л’Ореаль-ЮНЕСКО для женщин в науке за свою работу над бозоном Хиггса.

## Жизнь
Эль Мурсли родилась в Сале в 1954 году. Она получила свою первую степень по математике в Lycée Descartes в Рабате. Ей пришлось спорить с отцом, чтобы уехать из консервативного Марокко и продолжить обучение. С её слов, она вдохновлялась Нилом Армстронгом и своим школьным учителем. Она отправилась учиться во Францию, в Гренобль, где получила докторскую степень по физике в Лаборатории субатомной и космологической физики, входившей в состав Университета Жозефа Фурье. В 1982 году она вернулась в Рабат. Со временем возглавила исследовательскую группу эксперимента ATLAS в ЦЕРНе.
В 2015 году она была награждена премией L’Oréal-UNESCO для женщин в науке как кандидатка от Африки и арабских государств. Наградой был отмечен её вклад в доказательство существования бозона Хиггса.
Эль Мурсли внесла значительный вклад в развитие здравоохранения Марокко, учредив первую степень магистра в области медицинской физики.